# Imazatosuji-lijn
De Imazatosuji-lijn (今里筋線, Imazatosuji-sen) is een van de lijnen van de Metro van Osaka in Japan. De lijn is vernoemd naar de Imazatosuji, een straat in Osaka waarlangs de lijn loopt. De lijn loopt van noord naar zuid en heeft als kenmerken de letter I (waarmee de stations worden aangeduid) en de kleur goudoranje . De Imazatosuji-lijn is 11,9 km lang en behoort daarmee tot de kortere metrolijnen van Osaka.

## Geschiedenis
Op het tracé van de Imazatosuji-lijn reed eind jaren 50 een trolleybus, maar vanwege de grote toename van het gemotoriseerde verkeer werd deze dienst stopgezet in 1969 en vervangen door een gewone stadsbus. Hoewel dit beter bij de modernisering van het verkeer paste, had de bus vaak last van vertragingen. In de jaren 70 en 80 kreeg men echter te maken met een steeds hogere uitstoot van broeikasgassen, waardoor men besloot om plannen te maken voor een nieuwe metrolijn.
In 1989 werd er begonnen met het maken van de plannen en besloot men dat de lijn ondergronds aangelegd moest worden, daar het te ingewikkeld bleek om de lijn bovengronds te leiden. Pas 11 jaar later, in 2000, werd er daadwerkelijk begonnen met de bouw, o.a. door de ineenstorting van de Japanse economie en moeilijkheden vanwege de explosieve bevolkingsgroei en de daarmee gepaarde huizenbouw in het gebied rondom het tracé. Eind 2006 was de lijn af, en werd deze geopend op kerstavond 2006.

## Toekomst
Hoewel men in 1989 een tracé tot aan Yusato (in het zuiden) had voorzien, werd het laatste stuk niet aangelegd wegens geldgebrek. In 2006 besloot men de plannen, waarin een opening van het zuidelijke stuk in 2016 was voorzien, voorlopig te laten varen. 

Er is ook een verlenging naar het noorden onderzocht, maar dit zou veel bestuurlijke problemen geven, daar men over de stadsgrenzen zou moeten gaan.

## Stations
| Nummer | Station             | Japans       | Afstand | Verbindingen                                          | wijk                | wijk |
| ------ | ------------------- | ------------ | ------- | ----------------------------------------------------- | ------------------- | ---- |
| I11    | Itakano             | 井高野       | 0,0     |                                                       | Higashi Yodogawa-ku |      |
| I12    | Zuikō Yonchōme      | 瑞光四丁目   | 0,9     |                                                       | Higashi Yodogawa-ku |      |
| I13    | Daidō-Toyosato      | だいどう豊里 | 1,9     |                                                       | Higashi Yodogawa-ku |      |
| I14    | Taishibashi-Imaichi | 太子橋今市   | 3,7     | Metro van Osaka： Tanimachi-lijn (T13)                | Asahi-ku            |      |
| I15    | Shimizu             | 清水         | 4,9     |                                                       | Asahi-ku            |      |
| I16    | Shimmori-Furuichi   | 新森古市     | 5,8     |                                                       | Asahi-ku            |      |
| I17    | Sekime-Seiiku       | 関目成育     | 7,1     | Keihan: Keihan-lijn (station Sekime)                  | Jōtō-ku             |      |
| I18    | Gamō Yonchōme       | 蒲生四丁目   | 8,5     | Metro van Osaka: Nagahori Tsurumi-ryokuchi-lijn (N23) | Jōtō-ku             |      |
| I19    | Shigino             | 鴫野         | 9,4     | JR West: Katamachi-lijn                               | Jōtō-ku             |      |
| I20    | Midoribashi         | 緑橋         | 10,6    | Metro van Osaka: Chūō-lijn (C20)                      | Higashinari-ku      |      |
| I21    | Imazato             | 今里         | 11,9    | Metro van Osaka: Sennichimae-lijn (S20)               | Higashinari-ku      |      |